# Your Funeral... My Trial
Albums de 
Nick Cave and the Bad Seeds
Kicking Against the Pricks
(1986) Tender Prey
(1988)
Your Funeral... My Trial est le quatrième album de Nick Cave and the Bad Seeds, paru en 1986, d'abord sous la forme inhabituelle d'un double EP 45 tours (au lieu du format classique d'un seul LP 33 tours). Le groupe apparaît en concert dans le film Les Ailes du désir de Wim Wenders, sorti en 1987, jouant, entre autres, le titre The Carny figurant sur cet album. À la fin des années 1970, le groupe, partie prenante de la scène post-punk locale, donne de très nombreux concerts dans toute l'Australie avant de changer de nom en 1980 pour devenir The Birthday Party et de s'installer en Europe cette même année, d'abord à Londres, où il partage des piaules avec les critiques musicaux et journalistes Paul Gorman et Barney Hoskyns, ou encore Johnny Thunders puis à Berlin-Ouest. Ami de Mat Snow en 1981, il a entre autres rencontré Barney Hoskyns au Tropicana Motel de West Hollywood. À la suite d'une mauvaise critique de l'album The First Born is Dead, ils se brouilleront, et Nick écrira la chanson Scum contre lui personnellement, sans omettre de le lui avouer. Au début de la chanson Scum, Nick Cave se racle la gorge et crache ; à la sortie des textes de Nick Cave dans King Ink, le texte de Scum n'est pas présent. Dans une version de tous ses textes et écrits jusque Lightning Bolts, dernier texte de Push the Sky Away, parue chez Penguin Books en 2001, le texte est bien présent.
Tracklisting
1. Your Funeral, My Trial (3:57)
2. Stranger Than Kindness (4:47)
3. Jack's Shadow (5:43)
4. The Carny (8:02)
5. She Fell Away (4:33)
6. Hard On For Love (5:21)
7. Sad Waters (5:02)
8. Long Time Man (5:48)
9. Scum (2:53) (uniquement sur l'édition CD)

## Les chansons
- La chanson éponyme de l'album est un hommage à la chanson de Sonny Boy Williamson du même nom.
- Le titre She fell Away recourt partiellement à un style caractéristique des poèmes dadaïstes.
- Les paroles de Sad Waters contiennent une citation issue de la chanson Green, Green Grass of Home, un tube country/pop interprété par Tom Jones.
- Le titre Long Time Man est une reprise d'un morceau de Tim Rose, qui figure sur la compilation Original Seeds (Vol. 1) publiée ultérieurement.

## Formation
- Nick Cave - chant, orgue, harmonica
- Mick Harvey - orgue, basse, piano, batterie, glockenspiel, xylophone, guitare
- Thomas Wydler - batterie
- Barry Adamson - basse
- Blixa Bargeld - guitare, chant